# نهائي كأس ألمانيا 1941
نهائي كأس ألمانيا 1941 هي المباراة النهائية من منافسة كأس ألمانيا 1941، أقيمت المباراة في 2 نوفمبر 1941، في الملعب الأولمبي، بين فريقي نادي درسدن ‏، وشالكه 04، وفاز فيها نادي درسدن ‏، بعد أن هزم شالكه 04، بنتيجة 2 - 1، وحضر المباراة 65000 شخصاً.

## تفاصيل المباراة
لعبت المباراة النهائية في 2 نوفمبر 1941.
| نادي درسدن ‏ | 2 -1 | شالكه 04 |
| ----------- | ---- | -------- |
|             |      |          |